# Ракита (річка)
Роки́та (інші назви — Ракита, Вербовитець, Вербовитиця) — річка в Україні, в межах Шосткинського району Сумської області. Права притока  Есмані (басейн Дніпра).

## Опис
Довжина річки 18 км, похил річки — 1,5м/км, площа басейну 96 км². Долина коритоподібна, неглибока. Заплава місцями заболочена. Річище слабозвивисте, місцями випрямлене. Споруджено два стави: в селі Обложки та Полошки.

## Розташування
Рокита бере початок на північний захід від села Обложки, при автошляху М02E101. Тече спершу на південний схід, біля села Щебри повертає на північний схід, у пригирловій частині тече на схід. Впадає до Есмані навпроти південної околиці міста Глухова.
Основна притока: Вербівка (права).
Над річкою розташовані села: Обложки, Щебри, Полошки, Сліпород.